# Kevin Zannoni
Kevin Zannoni (* 8. September 2000 in Cesena) ist ein italienischer Motorradrennfahrer. Er tritt im MotoE World Cup für LCR E-Team an; sein Teamkollege ist Miquel Pons.

## Statistik

### In der Motorrad-Weltmeisterschaft
(Stand: Großer Preis von Spanien 2022, 1. Mai 2022)
| Saison | Klasse | Team                       | Motorrad  | Rennen | Siege | Zweiter | Dritter | Poles | Schn. Runden | Punkte | Ergebnis |
| ------ | ------ | -------------------------- | --------- | ------ | ----- | ------- | ------- | ----- | ------------ | ------ | -------- |
| 2017   | Moto3  | Althea Racing              | KTM       | 1      | –     | –       | –       | –     | –            | 0      | –        |
| 2018   | Moto3  | TM Racing Factory 3570 MTA | TM Racing | 1      | –     | –       | –       | –     | –            | 0      | 40.      |
| 2019   | Moto3  | TM Racing Factory 3570 MTA | TM Racing | 1      | –     | –       | –       | –     | –            | 0      | 39.      |
| 2019   | Moto3  | SIC58 Squadra Corse        | Honda     | 1      | –     | –       | –       | –     | –            | 0      | 39.      |
| 2021   | MotoE  | LCR E-Team                 | Energica  | 7      | –     | –       | –       | –     | 1            | 44     | 12.      |
| 2022   | MotoE  | Ongetta Sic58 Squadracorse | Energica  | 2      | –     | –       | –       | –     | –            | 7      | 15.      |
| Gesamt | Gesamt | Gesamt                     | Gesamt    | 13     | 0     | 0       | 0       | 0     | 1            | 51     |          |

### Im Red Bull MotoGP Rookies Cup
| Saison | Rennen | Siege | Zweiter | Dritter | Poles | Schn. Runden | Punkte | Ergebnis |
| ------ | ------ | ----- | ------- | ------- | ----- | ------------ | ------ | -------- |
| 2016   | 13     | –     | –       | –       | –     | –            | 41     | 15.      |
| Gesamt | 13     | 0     | 0       | 0       | 0     | 0            | 41     |          |